# جون ويب ديلون
جون ويب ديلون (بالإنجليزية: John Webb Dillon)‏ هو ممثل بريطاني (وحمل سابقاً جنسية المملكة المتحدة لبريطانيا العظمى وأيرلندا)، ولد في 6 فبراير 1877 بلندن في المملكة المتحدة، وتوفي في 20 ديسمبر 1949 بهوليوود في الولايات المتحدة.

## وصلات خارجية
- جون ويب ديلون على موقع IMDb (الإنجليزية)
- جون ويب ديلون على موقع قاعدة بيانات الفيلم (الإنجليزية)